# Takin' Back My Love
"Takin Back My Love" (pt: Pegando de volta o meu amor) é uma canção de Enrique Iglesias. É o segundo single de sua coletânea Greatest Hits. A canção foi produzida por RedOne, que era um co-autor da canção ao lado de Iglesias e Frankie Storm.
A versão internacional conta com a participação da cantora de R&B, Ciara, e foi lançada internacionalmente. A segunda versão que apresenta a cantora pop Sarah Connor nos versos de Ciara foi lançado na Alemanha, Holanda, Suíça, Rússia, Áustria, Polónia e República Checa. Na França, a canção foi regravada com a cantora de R&B francesa, Tyssem, cantando seus versos em francês e reintitulado "Takin' Back My Love (Sans l'ombre d'un remord)".

## Lançamento e Promoção
Iglesias primeiro cantou a música no programa de TV francês Star Academy em um dueto com um dos competidores, Gaultier. O desempenho foi recebido com entusiasmo pela platéia do show e pelos juízes que deram a dupla aplausos de pé. Essa performance impulsionou a versão de Ciara a estrear em #3 na França.
Iglesias e Ciara performaram o single pela primeira vez em 2009 no Pro Bowl Half-time Show em Havaí.
Devido a compromissos de estúdio Ciara teve de desistir da promoção do single e a cantora australiana Gabriella Cilmi foi convidada para emprestar sua voz para a maior parte da promoção Europeia. Até agora, eles já cantaram a música no programa de TV holandesa "Life & Cooking", o "Paul O'Grady Show", "Loose Women" e "The Alan Titchmarsh Show" no Reino Unido, bem como o "Meteor Music Awards" na Irlanda.
Iglesias cantou a música com Sarah Connor na série alemã "Nur Die Liebe Zaehlt".
Ciara performou sozinha em Londres, como parte de sua aprentação durante a parte européia da tour mundial de Britney Spears, The Circus Starring Britney Spears.
Iglesias e Ciara performaram o single pela segunda vez juntos em Londres, no Capital FM Summertime Ball em 2009.

## Recepção Crítica
Digital Spy, disse que "Takin 'Back My Love" mostra Iglesias em um rompimento com a cantora de "Goddies", Ciara. "Vá em frente, pode ir, não posso te segurar você, você é livre", ele lamenta com a típica paixão. Não muito interessada em seu status iminente, Ciara responde: "O que eu fiz, mas eu te dei amor? Eu estou confusa aqui, olhando você'. Com sua batida Europoppy e coro dramático adequadamente, este consegue embalar uma batida emocional e ao mesmo tempo permanecer apelativa.
Billboard deu a música uma opinião positiva: "Graças a uma base de fãs global, "Takin' Back My Love"; dueto dance de Enrique Iglesias, já é um hit no Hot 100 Europeu e um top 10 na Alemanha e na França. RedOne, mais conhecido por seu âmbito de Kat DeLuna "Whine Up" e os dois recentes #1 de Lady GaGa , empresta seu talentos de produção para a canção. A pop star Sarah Connor gravou uma versão com Iglesias, que tem sido muito popular na Europa, mas Ciara é melhor emparelhado com a estrela pop latina, com o seus estilos vocais suaves e sensuais."

## Vídeo Musical

### Versão com Ciara
O vídeo foi filmado em Los Angeles em 13 de janeiro de 2009 e dirigido pelo diretor norueguês, Ray Kay, que dirigiu o clipe de "Us Against the World" da cantora Christina Milian, entre muitos outros vídeos para artistas de R&B. O vídeo foi lançado em fevereiro de 2009.
O vídeo da música abre mostrando retratos de Iglesias e Ciara, então muda para uma cena mostrando os dois discutindo. A música começa com o primeiro verso de Iglesias. Ele canta enquanto o vídeo volta para a cena em que Ciara está contra uma parede. O refrão entra mostrando Iglesias jogando coisas fora de casa.
O verso seguinte entra com Ciara andando na sala, aparentemente irritada com Iglesias. Enquanto ela canta seus versos, ela começa a pegar um casaco que lê-se "De C, com amor" e ela vai para a piscina e joga a jaqueta na água. O que se segue logo após são cenas envolvendo os dois destruindo a casa, Iglesias jogando pratos e copos da geladeira, Ciar derramar tinta em cima do carro dele. Em seguida, os dois se encontram momentaneamente na sala de jantar da casa, onde, obviamente, ainda têm sentimentos um pelo outro. Eles, então, se beijam e realizar movimentos sexuais. Então, Ciara volta à realidade e arrdá um tapa nele, os dois imediatamente voltam a discutir e destruir o que resta da casa. Então o vídeo acaba, os dois são vistos em uma sala de jantar destruída com luzes piscando, aproximando-se um ao outro mais uma vez. Iglesias então pega Ciara, e o vídeo termina com os dois se beijando e sorrindo.
O videoclipe dessa versão foi visto mais de 60 milhões de vezes no YouTube.

### Versão com Sarah Connor
Um vídeo da música para a versão com Sarah Connor foi lançado em março de 2009, é intercalada com cenas do vídeo da música que foi feita para a versão com Ciara. A versão de Connor mostra a mesma história (incluindo Ciara), mas em vez de as cenas em que Ciara canta em frente a uma parede, Connor é mostrado cantando e dançando em uma sala que parece ser na mesma casa que Iglesias e Ciara estão destruindo.
O vídeo também muda para uma cena onde Iglesias confessa suas ações para Connor, o que implica que Connor canta as emoções e pensamentos de Ciara. Fotos de Ciara pode ser visto no vídeo com Connor.

## Formatos e Faixas
Reino Unido single digital (Lançamento: 23 de março de 2009)
1. "Takin' Back My Love" (feat. Ciara) - 3:51
2. "Takin' Back My Love" (feat. Ciara) (Moto Blanco Radio Mix) - 3:51
3. "Takin' Back My Love" (Vídeo) - 3:57

França CD single (Lançamento: 9 de março de 2009)
1. "Takin' Back My Love" (feat. Tyssem) (Sans L'Ombre D'Un Remord) - 3:51
2. "Takin' Back My Love" (feat. Ciara) (Main Version) - 3:51
3. "Takin' Back My Love" (feat. Ciara) (Junior Caldera Club Remix) - 5:20
4. "Takin' Back My Love" (feat. Ciara) (Glam As You Club Mix) - 7:59

Alemanha CD single (Lançamento: 23 de março de 2009)
1. "Takin' Back My Love" (feat. Sarah Connor) (Radio Mix) – 3:50
2. "Takin' Back My Love" (feat. Sarah Connor) (Alternate Mix) – 3:50
3. "Takin' Back My Love" (feat. Sarah Connor) (Video) - 3:57

## Desempenho nas tabelas
"Takin' Back My Love" se tornou um sucesso internacional, estreando em #3 no French Singles Chart em 17 de janeiro de 2009, com 3.137 cópias vendidas. O single estreou em #14 na Eurochart Hot 100 depois de sua primeira semana de lançamento, onde prmaneceu por duas semanas e, em seguida, saltou 10 posições para #4.
No Reino Unido, a canção estreou em #88. Então, alcançou a posição #12. Na Irlanda, a canção conseguiu um pico de #7. O single ganhou disco de ouro na Rússia, com 100 mil cópias vendidas.